# Гослесопитомник (Краснодарский край)
Гослесопитомник — хутор в Кущёвском районе Краснодарского края расположен при балке Водяной (приток реки Большой Эльбузд ).
Входит в состав Раздольненского сельского поселения.
В хуторе имеется Дом культуры.

## Население
| 2002 | 2010 |
| ---- | ---- |
| 587  | ↘529 |